# Slaget om Xinkou
Slaget om Xinkou (13. september – 11. november 1937) var det andet af de 22 større slag mellem den kinesiske og den japanske hær under den 2. kinesisk-japanske krig. Det sluttede med en japansk sejr.

## Optakt
Efter slagene ved Nankou besatte Chahar Ekspeditionsstyrken fra den japanske Kwantung armé Datong i Shanxi provinsen og begyndte deres angreb mod Yenbei-området. Den 5. japanske division indledte sit angreb fra Hebei med at marchere østpå og erobre byerne Guanglin, Linchou og Hungyuan i det nordvestlige Shanxi.
I slutningen af september beordrede den japanske kommandant Itagaki Seishiro 5. division og Chahar Ekspeditionsstyrken til at indlede angrebet på den kinesiske forsvarslinje langs den indre Kinesiske mur i Shanxi. Chefen for 2. krigszone, Yan Xishan, beordrede de kinesiske tropper til at trække sig tilbage og opbygge en forsvarslinje i Niangziguan og Pingxingguan. Selv efter at den 8. armé under Lin Biao med held havde lokket den japanske hær i baghold i slaget ved Pingxingguan, led de kinesiske forsvarere store tab under japansk artilleribeskydning og kampvognsangreb og blev tvunget til at trække sig tilbage til Wutaishan og opstille en ny forsvarslinje ved Xinkou.　　

## Slaget om Xinkou
Yan Xishan samlede alle til rådighed stående kinesiske tropper under sin kommando for at stå fast ved Xinkou, fordi dette sted er flankeret af Wutaishan og Yunzhonshan, som er fordelagtigt at forsvare og samtidig er porten til Taiyuan, hovedstaden i Shanxi. Den 1. oktober gav den japanske centralkommando Itagaki Seishiro ordre til at føre 5. division og Chahar Ekspeditionsstyrken i det sidste angreb på Taiyuan. Samme dag beordrede den kinesiske nationalistregerings militærkommission den 14. gruppe armé (under kommando af Wei Lihuang) til at kæmpe mod japanerne ved Xinkou. Den 14. gruppe armé og Yan Xishans otte arméer organiserede et frontalt forsvar af Xinkou, mens 18. gruppe armé (uden 120. division) samt 101. division, 73. division og den nyligt opstillede 2. division organiserede forsvaret på den højre flanke langs Sutou flodens sydlige bred under ledelse af Zhu De, mens en division blev sendt til fjendens bagområde for at genere hans venstre flanke. 6. gruppe armé, som bestod af to divisioner og en brigade, udgjorde det kinesiske forsvar på venstre flanke sammen med 120. division (under kommando af Yang Aiyuan), og koncentrerede sine styrker ved Heiyu og Yangfangkou, mens en division blev sendt ind i fjendens bagområde for at genere hans højre flanke. 34. og 35. armé lå i reserve under kommando af Fu Zuoyi og skulle sikre Dingxiang og Xinxian områderne.
Den 2. oktober indledte 2. brigade fra Chahar Ekspeditionsstyrken sit angreb på Gouxian (nu Gouyangxian), og 19. armés kinesiske forsvarere afviste angrebet indtil 9. oktober, hvor Gouxian var faldet i japanske hænder. 15. brigade fra Chahar Ekspeditionsstyrken marcherede rundt om Gouxian og angreb Yuanping, hvor de kom i kamp med 34. armés 196. brigade under kommando af Jiang Yuzhen. Efter intense nærkampe blev de kinesiske soldater udslettet, og japanerne tog Yuanping den 12. oktober. På dette tidspunkt var invasionsstyrken klar til at rykke mod Xinkou.
På grund af den uheldige udvikling på slagmarkerne måtte den kinesiske hærchef Wei Lihuang reorganisere forsvarslinjen den 2. oktober. Han placerede den 9., 61. og 35. arme, så de dannede en central forsvarslinje langs Xinkou bjergpassene mens 14. arme. 71. og 66. division under kommando af Li Mo'an udgjorde den venstre flanke, der havde kontrol over Yunzhongshan-området. Endelig udgjorde 33., 17. og 15. armé den højre flanke med kontrol over Wutaishan.
Den 13. oktober anførte Itagaki Seishiro 50.000 japanske tropper i et stort angreb mod Xinkou. 5. division var på venstre fløj og koncentrerede sit angreb om Nanhuaihua, mens 15. brigade var på højre fløj med fokus på Dabaishui og 2. brigade var bagude og forsvarede den indre Kinesiske mur. 5. division rådede over mere end 30 fly, over 40 tunge kanoner og over 50 kampvogne til at understøtte infanteriets angreb, mens de centrale kinesiske forsvarsstyrker benyttede det fordelagtige terræn til at yde hård modstand trods mangel på ildkraft. Xinkou-slagene rasede i dagevis, og Nanhuahua stillingen blev erobret og generobret mange gange. Den 16. oktober begyndte den centrale kinesiske forsvarsstyrke et stort modangreb for at erobre det højtliggende terræn ved Nanhuahua. Under dette slag blev den 9. armés chef, Hao Mengling den første kinesiske general, som blev dræbt i kamp under den 2. kinesisk-japanske krig. Trods hans død fortsatte den 61. armés chef Chen Zhangjie og senere den 19. armés chef Wang Jingguo med at lede forsvaret af Xinkou, og det lykkedes dem at holde deres forsvarsstilinger.
I denne periode gennemførte kommunisternes 8. armé adskillige guerillaangreb i de japanske troppers bagområder ved Lingqiu, Guangling, Weixian, Pingxingguan, Ningwu og Yanmenguan. Om aftenen den 19. oktober angreb 769. regiment fra 120. division med held Yangmingbao-flyvepladsen og ødelagde 24 japanske fly på jorden. 　
På dette tidspunkt havde japanerne haft tab på næsten 20.000 uden at gøre større fremskridt i deres angreb på Xinkou. Derfor måtte den japanske hær i Nordkina forstærke styrken med yderligere tre regimenter den 22., 27. og 29. oktober for at understøtte angrebet på Nanhauhua. De japanske tropper kunne stadig ikke tage denne vigtige stilling og måtte skifte deres angreb til Dabaishui, og de kinesiske forsvarere kunne tvinge japanerne ud i et dødvande.

## Forsvaret af Niangziguan
Den kinesiske regerings militærkommission gav tropperne i den 1. krigszone ordre til at etablere forsvarsstillinger ved Niangziguan, med 7. og 30. divisioner i centrum, 3. division på højre fløj og 14. gruppe armé på venstre fløj. Kommandoen over denne operation blev tildelt Huang Shaohong, den næstkommanderende i 2. krigszone.
Den 11. oktober erobrede den 20. japanske division Jingxing. Japanerne brugte kun en del af deres tropper til at angribe Niangziguan, mens deres hovedstyrke marcherede udenom og erobrede Jiuguan. Med forsvarerne ved Niangziguan praktisk taget omringede på dette tidspunkt. beordrede Yan Xishan hurtigt 26. armé under Sun Lianzhong, som var stationeret i det nordlige Shanxi. til at rykke til Niangziguan og organiserede og gennemførte modangreb, men generobrede ikke Jingxing som planlagt. Den 21. oktober blev 20. division forstærket med 109. division og fortsatte deres angreb på Niangziguan fra syd, med støtte fra japanske bombefly og jagere. Den 26. oktober lykkedes det fire japanske bataljoner elitesoldater at bryde igennem den kinesiske 3. armés forsvar ved Ceyuzhen og gennembryde forsvarslinjen ved Niangziguan. De kinesiske tropper var tvunget til at trække sig tilbage til Taiyuan og blev forfulgt af de japanske angribere langs Shijiazhuang – Taiyuan jernbanen. Den 11. november erobrede de japanske tropper Shouyang efter at have slået et baghold fra 41. armé tilbage. På dette tidspunkt blev alle kinesiske tropper ved Xinkou beordret til at trække sig tilbage til Taiyuan for at undgå at blive omringet af fjenden, og den japanske hær havde endeligt vundet slaget om Xinkou.

## Konklusion
Slaget om Xinkou var første gang, der var et storstilet samarbejde mellem provinshæren (Yan Xishans Shanxi tropper), Folkets befrielseshær (8. armé), og Chiang Kai-sheks centrale armé (14. gruppe arme) under den 2. kinesisk-japanske krig. Selv om de kinesiske forsvarere kæmpede tappert og forenet mod fjenden i dette felttog, betød en betydelig underlegenhed i ildkraft, at de kinesiske tropper led store tab. I en personlig beretning skrev general Li Mo'an, at det eneste våben, det kinesiske infanteri havde mod de japanske kampvogne, var molotovcocktails, og mange forsvarere på venstre fløj blev simpelthen kørt over af kampvogne. Efter det slag og det efterfølgende slag omkring byen Taiyuan havde kineserne i praksis mistet kontrollen over det nordlige Kina, og modstanden indskrænkede sig til mindre guerillaangreb bag fjendens linjer.